# Monetazione di Valeriano e Gallieno
Per monetazione di Valeriano e Gallieno si intende l'insieme delle monete emesse da Roma durante i regni degli Imperatori Gallieno (253-268) e Valeriano (253-260).

## Contesto storico
Il periodo denominato dell'anarchia militare era cominciato con l'assassinio di Alessandro Severo (ultimo erede della dinastia dei Severi), dietro istigazione del generale Massimino Trace, che poi gli succedette nel 235. A Massimino erano poi succeduti una decina di Imperatori, fino ad Emiliano nel 253. Quest'ultimo però non durò più di tre mesi, morendo anch'egli per mano dei suoi stessi soldati presso Spoleto. A lui succedettero nel 253 Valeriano, (catturato dai Sasanidi nel 260), ed il figlio Gallieno fino al 268.

## Valeriano (253-260)

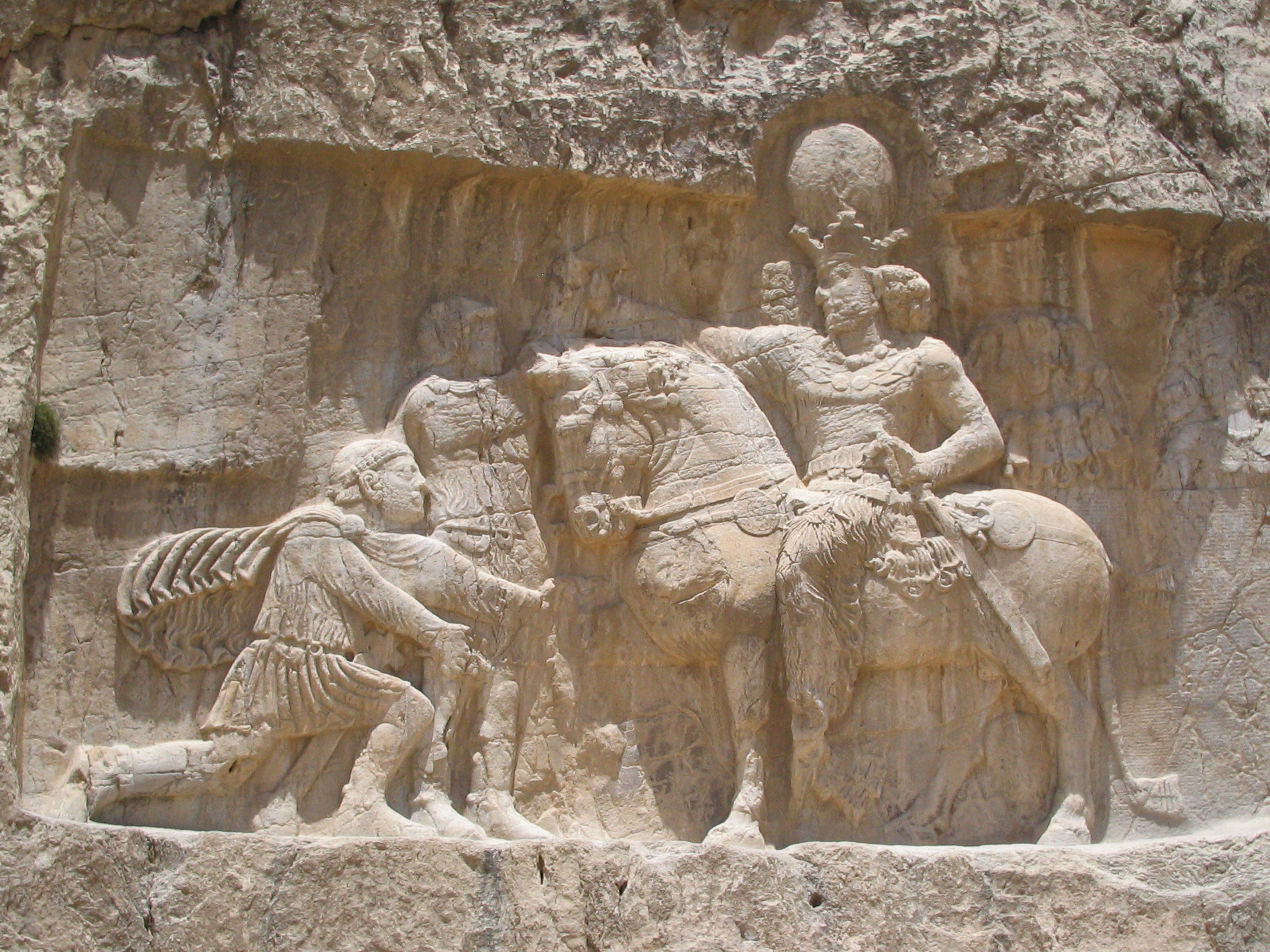
Rilievo sasanide a Naqsh-e Rustam raffigurante Sapore I che tiene prigioniero Valeriano e riceve l'omaggio di Filippo l'Arabo, inginocchiato davanti al sovrano sasanide.

L'imperatore Treboniano Gallo chiese aiuto a Valeriano, nominandolo governatore della Rezia, quando Emiliano, proclamato imperatore dalle truppe danubiane, marciò contro l'Italia. Allora Valeriano marciò dalla Rezia, portando con sé le truppe renane, ma non fece in tempo a salvare Gallo, sconfitto da Emiliano e ucciso dai propri uomini; le truppe di Valeriano, però, rifiutarono di riconoscere il vincitore e acclamarono il proprio generale imperatore.
Nel tardo luglio/metà settembre 253, gli eserciti di Valeriano ed Emiliano si scontrarono, ma i soldati di Emiliano decisero di abbandonarlo e lo uccisero vicino a Spoleto o presso un ponte, detto dei Sanguinarii, tra Oricolum e Narnia. Contemporaneamente, una nuova ondata di Goti, Borani, Carpi ed Eruli aveva portato distruzione fino a Pessinunte ed Efeso via mare, e poi via terra fino ai territori della Cappadocia.
È in queste circostanze che fu elevato alla porpora Valeriano (22 ottobre del 253). Il Senato romano ratificò la nomina ad Imperatore delle truppe di Rezia. E così succedette ad Emiliano. Le continue invasioni a settentrione ed in Oriente costrinsero il nuovo imperatore a spartire con il figlio Gallieno (253-268) l'amministrazione dello Stato romano, affidando a quest'ultimo la parte occidentale e riservando per sé quella orientale, come in passato era già avvenuto con Marco Aurelio e Lucio Vero (161-169).
| Titolatura imperiale  | Numero di volte | Datazione evento |
| --------------------- | --------------- | --- |
| Tribunicia potestas   | 8 anni:         | dal 253 e rinnovata annualmente al 10 dicembre di ogni anno fino al 260 per nove volte.                                                        |
| Consolato             | 4 volte:        | 238? (I), 254 (II), 255 (III) e 257 (IV). |
| Titoli vittoriosi     |                 | Germanicus Maximus, Parthicus (?) e Restitutor Galliarum, nel 254; Restitutor Orientis, ca. 253-260 Restitutor orbis, nel periodo 254-259 (?). |
| Salutatio imperatoria | almeno 3 volte: | la prima quando fu fatto Augusto nel 253, la seconda quando assunse il titolo di Germanicus Maximus nel 254 e la terza nel 256.                |
| Altri titoli          |                 | Pio, Felix, Pater Patriae e Pontifex Maximus nel 253.                                                                                          |

### Tematiche principali

#### ConcordiaAugustorume consenso degli eserciti
Quando Valeriano fu elevato alla porpora (22 ottobre del 253), il Senato romano ratificò la nomina ad Imperatore delle truppe di Rezia, elevando contestualmente il figlio Gallieno al ruolo di Cesare.  In seguito Valeriano giunse a Roma, decise di innalzare il figlio al rango di co-augusto, mentre il nipote Cornelio Valeriano o l'altro suo figlio, Valeriano il giovane, a quello di Cesare. Nell'Impero romano all'epoca della crisi del III secolo, la pratica di associare un figlio al trono era abituale, come nel caso di Massimino Trace e Massimo, Filippo l'Arabo e Severo Filippo, Decio ed Erennio Etrusco, Treboniano Gallo e Volusiano. Nel caso di Valeriano e Gallieno, oltre a vantaggi dinastici, l'associazione del figlio adulto al trono del padre, permise di avere due imperatori perfettamente capaci di governare, dando così all'agire imperiale doppio vigore. Si trattava di qualcosa di più simile a quanto era accaduto alla metà del II secolo, quando, morto Antonino Pio, Marco Aurelio associò al trono il fratello adottivo Lucio Vero. E così padre e figlio si spartirono l'amministrazione dell'Impero e partirono appena possibile per le rispettive destinazioni, Gallieno, dopo essere stato nominato console ordinario per il 254, in Occidente lungo il limes renano, Valeriano in Oriente. La concordia dei due imperatori fu celebrata nella monetazione degli anni 253 e 254.
| Concordia Augustorum e delle armate romane | Concordia Augustorum e delle armate romane | Concordia Augustorum e delle armate romane                                                                       | Concordia Augustorum e delle armate romane                                                          | Concordia Augustorum e delle armate romane | Concordia Augustorum e delle armate romane | Concordia Augustorum e delle armate romane        |
| Immagine                                   | Valore                                     | Dritto | Rovescio                                                                                            | Datazione                                  | Peso; diametro                             | Catalogazione                                     |
| ------------------------------------------ | ------------------------------------------ | --- | --------------------------------------------------------------------------------------------------- | ------------------------------------------ | ------------------------------------------ | ------------------------------------------------- |
|                                            | antoniniano                                | IMP C P LIC GALLIENVS AVG, testa di Gallieno con corona radiata verso destra, il busto con drappeggio e corazza; | CONCORDIA AVGG(ustorum), le mani che si stringono in segno di accordo.                              | 253/254                                    | 3.05 g (Zecca di Roma antica);             | RIC, Gallienus, V pt. 1, 131; Göbl 13t; RSC 125.  |
|                                            | antoniniano                                | IMP C P LIC GALLIENVS AVG, testa di Gallieno con corona radiata verso destra, il busto con drappeggio e corazza; | CONCORDIA EXERCIT, la Concordia in piedi verso sinistra, tiene una patera ed una doppia cornucopia. | 253/254                                    | 3.05 g (Zecca di Roma antica);             | RIC, Gallienus, V pt. 1, 132, Göbl 15v; RSC 131a. |
| N.B.: Qui sopra alcuni esempi.             |                                            | | |                                            |                                            |                                                   |

#### Campagne militari contro le popolazioni germaniche dei dueAugusti(253-260)

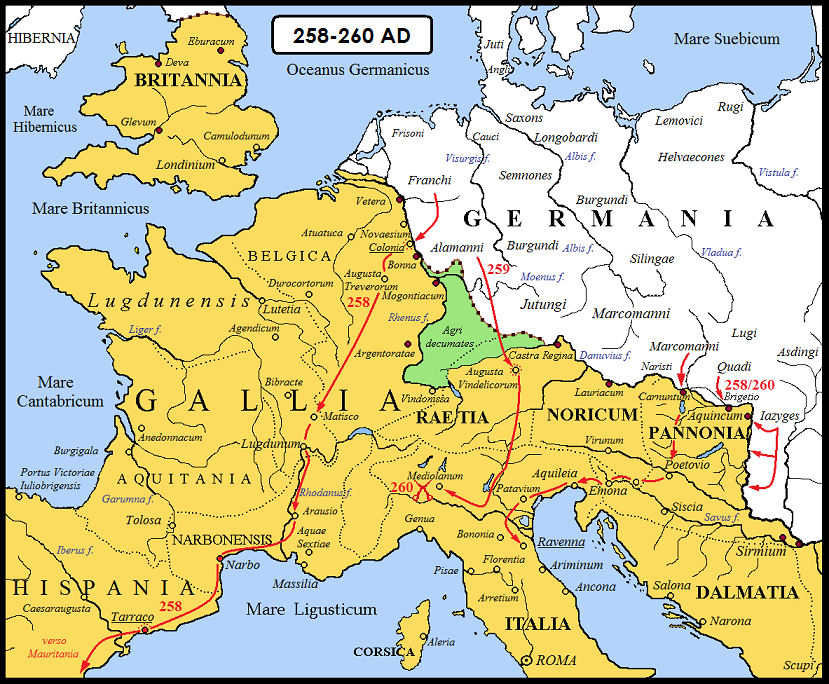
Invasioni in Occidente di Franchi, Alamanni, Marcomanni, Quadi, Iazigi e Roxolani degli anni 258-260.

Le continue scorrerie da parte dei barbari nei vent'anni successivi alla fine della dinastia dei Severi avevano messo in ginocchio l'economia ed il commercio dell'Impero romano. Numerose fattorie e raccolti erano stati distrutti, se non dai barbari, da bande di briganti e dalle armate romane alla ricerca di sostentamento, durante le campagne militari combattute sia contro i nemici esterni, sia contro quelli interni (usurpatori alla porpora imperiale). La scarsità di cibo generava, inoltre, una domanda superiore all'offerta di derrate alimentari, con evidenti conseguenze inflazionistiche sui beni di prima necessità. A tutto ciò si aggiungeva un costante reclutamento forzato di militari, a danno della manovalanza impiegata nelle campagne agricole, con conseguente abbandono di numerose fattorie e vaste aree di campi da coltivare. Questa impellente richiesta di soldati, a sua volta, aveva generato una implicita corsa al rialzo del prezzo per ottenere la porpora imperiale. Ogni nuovo imperatore o usurpatore era costretto, pertanto, ad offrire al proprio esercito crescenti donativi e paghe sempre più remunerative, con grave danno per l'erario imperiale, spesso costretto a coprire queste spese straordinarie con la confisca di enormi patrimoni di cittadini privati, vittime in questi anni di proscrizioni "di parte". Queste difficoltà costrinsero il nuovo imperatore, Valeriano, a spartire con il figlio Gallieno l'amministrazione dello Stato romano, affidando a quest'ultimo la parte occidentale e riservando per sé quella orientale, come in passato era già avvenuto con Marco Aurelio e Lucio Vero (161-169).
Sul finire del 253 una nuova incursione di Goti devastò la regione di Tessalonica: i Germani non riuscirono ad espugnare la città, che però, solo a stento e con molta fatica, fu liberata dalle armate romane del nuovo imperatore Valeriano (cfr. moneta qui sotto della zecca di Viminacium). Il panico fu così grande che gli abitanti dell'Acaia decisero di ricostruire le antiche mura di Atene e di molte altre città del Peloponneso.
Contemporaneamente Franchi e Alemanni furono fermati nel corso di un loro tentativo di sfondamento del limes romano dal giovane cesare Gallieno, il quale si meritò per questi successi l'appellativo di "Restitutor Galliarum" e di "Germanicus maximus". Il suo merito fu l'aver contenuto almeno in parte i pericoli, grazie a un accordo con uno dei capi dei Germani, che si impegnò ad impedire agli altri barbari di attraversare il Reno e ad opporsi così a nuovi invasori.
Nel 257 il fronte renano della Germania inferiore fu sconvolto da nuovi attacchi dei Franchi, i quali riuscirono a spingersi fino a Mogontiacum, dove furono fermati dall'accorrente legio VI Gallicana, di cui era tribuno militare il futuro imperatore Aureliano. Lo stesso Gallieno, lasciato l'Illirico a marce forzate, accorse in Occidente, riuscendo a battere le orde franche probabilmente nei pressi di Colonia e comunque dopo aver ripulito l'intera sponda sinistra del Reno dalle armate dei barbari (cfr. monete qui sotto della zecca di Colonia Agrippinensium).
| Campagne militari lungo Reno e Danubio | Campagne militari lungo Reno e Danubio | Campagne militari lungo Reno e Danubio                                                                        | Campagne militari lungo Reno e Danubio | Campagne militari lungo Reno e Danubio                                                                                            | Campagne militari lungo Reno e Danubio                                  | Campagne militari lungo Reno e Danubio                  |
| Immagine                               | Valore                                 | Dritto | Rovescio | Datazione | Peso; diametro                                                          | Catalogazione                                           |
| -------------------------------------- | -------------------------------------- | --- | --- | --- | ----------------------------------------------------------------------- | ------------------------------------------------------- |
|                                        | antoniniano                            | IMP P LIC VALERIANO AVG, testa con corona, indossa corazza;                                                   | VICTORIA GERMANICA, la Vittoria in piedi verso sinistra, con uno scudo ed una palma.                                                                           | 253 | 21 mm, 3.90 g (zecca di Viminacium);                                    | RIC Licinius Valerianus, V, 264; MIR 36, 793d; RSC 253. |
|                                        | antoniniano                            | GALLIENVS AVG, testa di Gallieno con corona radiata verso destra, il busto con drappeggio e corazza;          | VICT G-ERMANICA, la vittoria sopra un globo verso destra, tiene un trofeo sulle spalle e una corona tra due prigionieri seduti al suolo.                       | 257/258 per celebrare la vittoria contro le popolazioni germaniche;                                                               | 22 mm, 3.72 g, 6 h (zecca di Colonia Agrippinensium, prima emissione);  | RIC, Gallienus, V 49; MIR 36, 874l; RSC 1062.           |
|                                        | antoniniano                            | IMP GALLIENVS PIUS AVG, testa di Gallieno con corona radiata verso destra, il busto con drappeggio e corazza; | FIDES MILITUM, un'Aquila rivolta a sinistra che siede sopra ad un globo, la testa verso destra, tiene una corona nel becco; un vexillum a destra e a sinistra. | 257/258 per celebrare la vittoria contro le popolazioni germaniche;                                                               | 21 mm, 3.98 g, 12 h (zecca di Colonia Agrippinensium, prima emissione); | RIC, Gallienus, V 11; MIR 36, 871b; RSC 253.            |
|                                        | antoniniano                            | GALLIENVS PF AVG, testa di Gallieno con corona radiata verso destra, il busto con drappeggio e corazza;       | GERMANICUS MAX V, un trofeo, alla base del quale ci sono due prigionieri seduti ai lati, con le mani legate.                                                   | 258 per celebrare la vittoria contro le popolazioni germaniche ed il titolo vittorioso di Germanicus Maximus per la quinta volta; | 21 mm, 3.22 g, 12 h (zecca di Colonia Agrippinensium, prima emissione); | RIC, Gallienus, V 18; MIR 36, 872l; RSC 308.            |
|                                        | antoniniano                            | GALLIENVS PF AVG, testa di Gallieno con corona radiata verso destra, il busto con drappeggio e corazza;       | VICT G-ERMANICA, la vittoria avanza verso sinistra, tiene un trofeo e una corona, calpestando un prigioniero germano.                                          | 258/259 per celebrare la vittoria contro le popolazioni germaniche;                                                               | 3.43 g, 6h (zecca di Colonia Agrippinensium, seconda emissione);        | RIC, Gallienus, V 44; MIR 36, 893h; RSC 1061a.          |
| N.B.: Qui sopra alcuni esempi.         |                                        | | | |                                                                         |                                                         |

#### Campagne militari contro i Persiani (254-260)
Valeriano, dopo essere partito agli inizi del suo regno per il fronte orientale, riuscì a cacciare i Sasanidi dai territori imperiali, riconquistanto Antiochia che era stata assediata e poi conquistata, per poi concentrarsi nella riorganizzazione dell'intero limes orientale negli anni successivi. Dovette però disporre ogni possibile resistenza contro i Barbari da settentrione, attraverso i suoi generali, quando dal 254 al 256 nuove incursioni di Goti devastarono buona parte dei territori di Tracia, Macedonia e Ponto, generando il panico negli abitanti dell'Acaia, tanto da disporre di ricostruire le antiche mura di Atene e di molte altre città del Peloponneso. Il punto più basso si raggiunse nel 260, quando Valeriano fu sconfitto in battaglia e preso prigioniero dai Sasanidi, morendo in prigionia senza che fosse possibile intraprendere una spedizione militare per liberarlo.
| Campagne militari orientali (254-260) | Campagne militari orientali (254-260) | Campagne militari orientali (254-260)                                                | Campagne militari orientali (254-260) | Campagne militari orientali (254-260) | Campagne militari orientali (254-260) | Campagne militari orientali (254-260)                                       |
| Immagine                              | Valore                                | Dritto                                                                               | Rovescio | Datazione                             | Peso; diametro | Catalogazione                                                               |
| ------------------------------------- | ------------------------------------- | ------------------------------------------------------------------------------------ | --- | ------------------------------------- | --- | --------------------------------------------------------------------------- |
|                                       | asse                                  | IMP C P LIC VALERIANO AVG, testa di Valeriano con corona di alloro, indossa corazza; | Aequitas AUGG, L'Aequitas in piedi verso sinistra, tiene una bilancia ed una cornucopia.                                                                | 253 ca.                               | 9.69 g, 11 h (presso la zecca di Antiochia; città tornata romana dal 253 dopo l'assedio ed occupazione sasanide del 252-253);                 | Roman Imperial Coinage, Licinius Valerianus, V 297; MIR 36, 1558c.          |
|                                       | antoniniano                           | IMP P LIC VALERIANO P F AVG, testa di Valeriano con corona radiata verso destra;     | Due Vittorie in piedi ai lati di una palma, dove appendono uno scudo con iscritto S C.                                                                  | 255/256 ca.                           | 22 mm, 3.69 g, 12 h (zecca di Samosata, dopo che i Romani erano riusciti a cacciare i Sasanidi ad occidente dell'Eufrate negli anni 254-255); | Roman Imperial Coinage, Licinius Valerianus, V 295; MIR 36, 1682e; RSC 279. |
|                                       | antoniniano                           | IMP P LIC VALERIANO P F AVG, testa di Valeriano con corona radiata verso destra;     | RESTITVT ORI-ENTIS, l'Oriente in piedi verso destra, tende una ghirlanda a Valeriano, che si trova di fronte e guarda a sinistra                        | 256/260 ca.                           | 22 mm, 3.95 g (zecca di Samosata, dopo che i Romani erano riusciti a cacciare i Sasanidi ad occidente dell'Eufrate negli anni 254-255);       | Roman Imperial Coinage, Licinius Valerianus, V 287; MIR 36, 1685e; RSC 189. |
|                                       | antoniniano                           | IMP P LIC VALERIANUS P F AVG, testa con corona radiata, busto con corazza;           | ORIE-N-S AVGG, il Sole cammina verso sinistra, tiene una frusta ed alza la mano destra.                                                                 | 257/258                               | 3.85 g (zecca di Colonia Agrippinensiuum); | RIC Licinius Valerianus, V pt. 1, 12; Göbl 868h; RSC 143a.                  |
|                                       | antoniniano                           | IMP P LIC VALERIANUS P F AVG, testa con corona radiata, busto con corazza;           | VICT PART, la Vittoria in piedi verso sinistra, con uno scudo ed una palma; a sinistra un prigioniero seduto verso sinistra, in atteggiamento di lutto. | 257/258                               | 20 mm, 3.20 g, 6 h (zecca di Viminacium, 3° emissione);                                                                                       | RIC Licinius Valerianus, V, 262; MIR 847d; cf. RSC 255.                     |
| N.B.: Qui sopra alcuni esempi.        |                                       |                                                                                      | |                                       | |                                                                             |

## Gallieno (253-268)

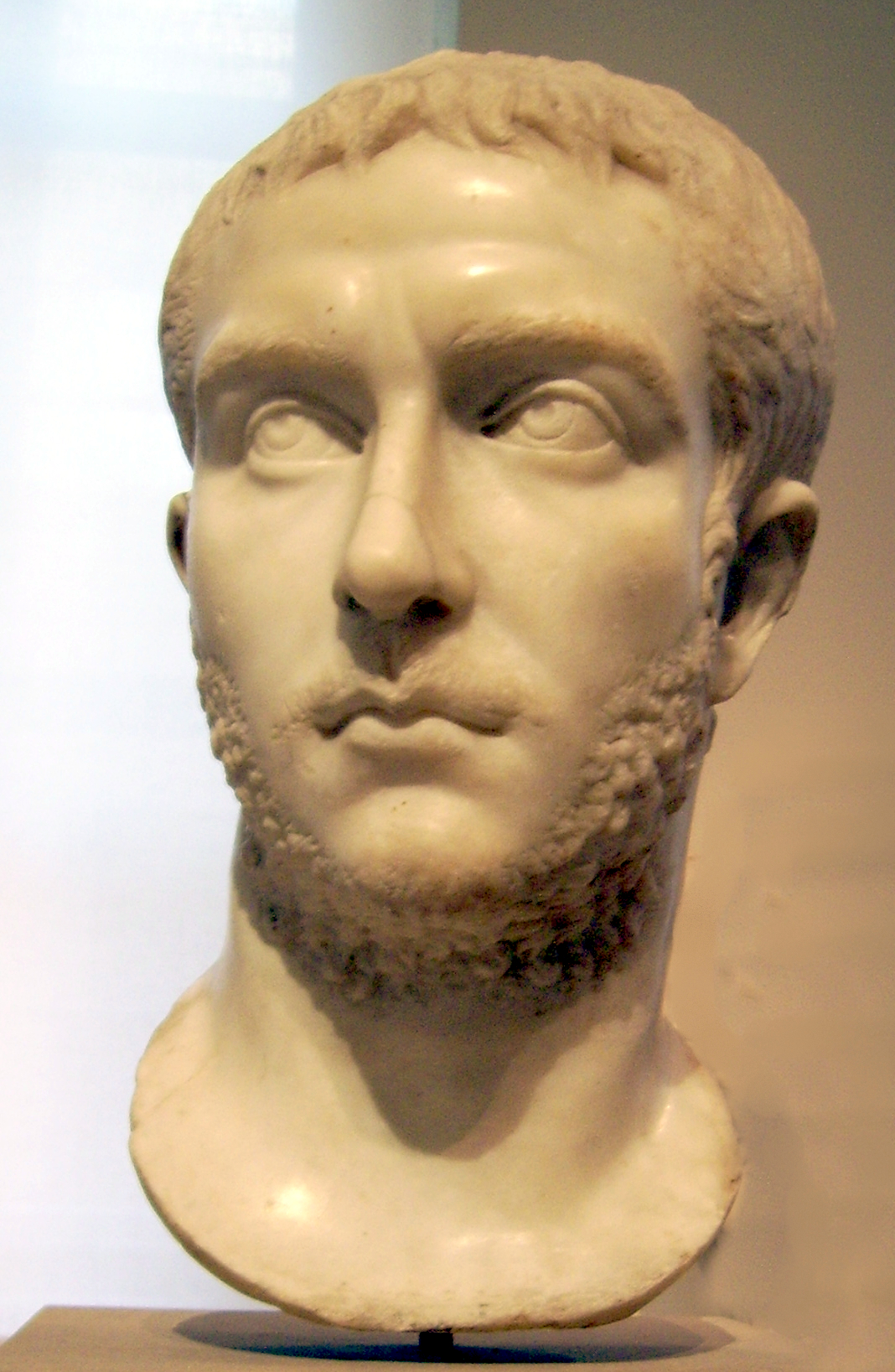
Busto dell'imperatore Gallieno, figlio dell'altro Augusto Valeriano.

Come conseguenza della grave sconfitta subita dal padre, Valeriano, contro i Sasanidi, l'Impero subì una scissione in tre parti per quasi quindici anni, che però ne permisero la sopravvivenza: ad Occidente l'Impero delle Gallie, retto dagli usurpatori come Postumo (260-268), Leliano (268), Marco Aurelio Mario (268-269), Vittorino (269-271), Domiziano II (271) e Tetrico (271-274); mentre ad Oriente il Regno di Palmira, dove si alternarono prima Settimio Odenato, nominato da Gallieno corrector totius Orientis, dal 262, poi il figlio Vaballato insieme alla madre Zenobia fino al 272. Scrive Eutropio:
(Eutropio, Breviarium ab urbe condita, 9, 11.)
Gallieno, divenuto unico imperatore nella parte centrale dell'Impero, dovette chiedere aiuto in Oriente al sovrano di Palmira, Settimio Odenato, lasciando a quest'ultimo una specie di sovranità sulla parte orientale dell'Impero, attribuendogli il titolo di Dux Orientis, che ne causò la secessione alla morte dei due sovrani (nel 268). In campo militare Gallieno affidò il comando delle legioni, non più all'ordine senatorio (legatus legionis), ma a quello equestre (praefectus legionis). Gallieno morì assassinato nel 268 da ufficiali illirici.
E se da un lato l'impero romano sembra abbia attraversato, sotto Gallieno uno dei periodi più "bui" della sua storia, questo imperatore rappresentò il punto di svolta nel tragico periodo della crisi del III secolo, che era seguito alla dinastia dei Severi. Non è un caso che proprio Gallieno sia stato il primo a regnare per quindici anni (sette con il padre ed otto da solo), cosa assai rara se si considera il primo periodo dell'anarchia militare (dal 235 al 253). Era, infatti, dai tempi di Settimio Severo (193-211) che un Imperatore romano non regnava tanto a lungo.
Oggi la critica moderna sembra rivalutarne il suo operato, nel tentativo di salvare almeno il "cuore-centrale" dell'Impero romano, creando quindi le basi per una riunificazione territoriale, avvenuta, poco dopo, con gli imperatori illirici (268-282). Gallieno, infatti, pose le prime basi per un periodo di ripresa, riconquista e restaurazione che sfociò nel periodo tetrarchico di Diocleziano (284-306).
| Titolatura imperiale  | Numero di volte | Datazione evento |
| --------------------- | --------------- | --- |
| Tribunicia potestas   | 15 anni:        | dal 253 e rinnovata annualmente al 10 dicembre di ogni anno (pari a sedici volte). |
| Consolato             | 7 volte:        | 254 (I), 255 (II), 257 (III), 261 (IV), 262 (V), 264 (VI) e 266 (VII). |
| Titoli vittoriosi     |                 | Germanicus e Restitutor Galliarum, nel 254; Dacicus maximus, fine 256-inizi257; Germanicus maximus, nel 255, due volte nel 257 e nel 258 (la V volta); Parthicus maximus, 262/263 (?); Persicus maximus, nel 264-265 (?). |
| Salutatio imperatoria | 12 volte:       | la prima quando fu fatto Augusto dal padre nel 253, l'ultima sembra nel 264/265. |
| Altri titoli          |                 | Pater Patriae nel 255 (?) e Pontifex Maximus nel 211. |

### Apertura di nuove zecche imperiali
La crisi del III secolo dell'Impero romano e la sua militarizzazione provocarono un primo decentramento e moltiplicarono le zecche vicine alle zone ad alta concentrazione di militari, zone in cui la richiesta di monete era elevata. Inoltre le usurpazioni provocarono la nascita di zecche effimere.
Nel 257 sembra abbia aperto la nuova zecca di Colonia Agrippinensium (oggi Colonia), in Germania inferiore. Pochi anni più tardi, nel 260-261, ancora Gallieno aprì una nuova zecca a Mediolanum, con una serie di almeno 23 tipi di monete, nota come "serie delle legioni", dove erano rappresentate nei loro nomi, insegne-simboli e leggende. La serie era costituita da antoniniani, una moneta d'argento dal valore di due denari.
A partire dal 262 anche le emissioni di Mediolanum furono contrassegnate dalla marca delle officine (P(rima), S(ecunda) e T(ertia)) precedute dalla dicitura "M(ediolanum)". Qui Gallieno coniò anche aurei, quinari d'oro e d'argento, dupondi e assi seppure in numero limitato. Tra la fine del 267 e gli inizi del 268, durante l'assedio di Milano ad opera di Gallieno contro Aureolo (che aveva a Mediolanum il suo quartier generale), la zecca produsse monete dell'usurpatore, Postumo a capo dell'Impero delle Gallie.
Altra zecca venne stabilita a Siscia nel 262 da Gallieno allo scopo di avere a disposizione una produzione di denaro, in caso di necessità, nelle province periferiche, lì dove le esigenze di difesa dell'Impero rendevano necessarie le spese militari; per tale motivo fu utilizzata ad intermittenza sotto il regno congiunto dei due imperatori e poi durante quello di Gallieno da solo, probabilmente quando la corte imperiale risiedeva nei Balcani.

### Tematiche principali

#### Campagne militari contro le popolazioni germaniche di Gallieno (260-268)

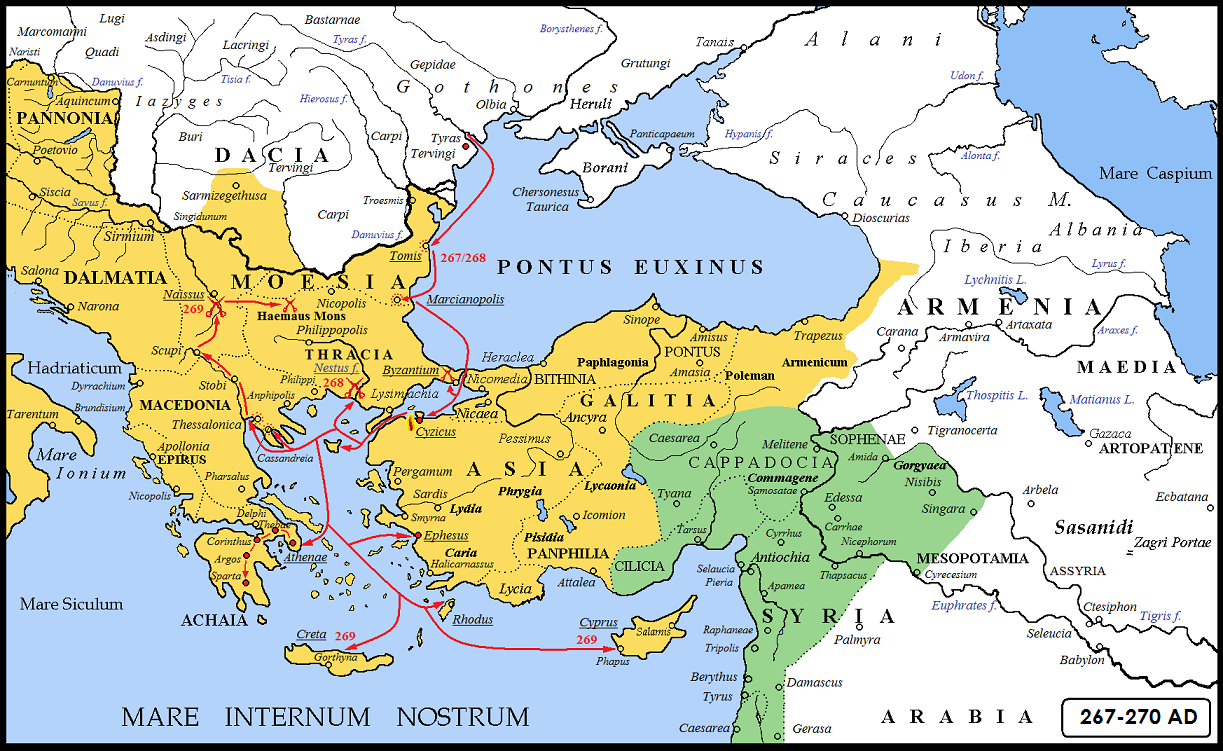
L'invasione delle genti gotiche del 267/268-270 durante i regni di Gallieno e Claudio il Gotico. In colore verde il regno di Palmira della regina Zenobia e Vaballato.

Nel corso del 260 i territori che formavano una rientranza tra Reno e Danubio, a sud del cosiddetto limes germanico-retico (gli Agri decumates) furono abbandonati a vantaggio delle popolazioni sveve degli Alemanni. Fu probabilmente Gallieno a decidere il definitivo abbandono di tutti i territori ad est del Reno ed a nord del Danubio, a causa delle continue invasioni delle tribù germaniche limitrofe degli Alemanni, ed alla contemporanea secessione della parte occidentale dell'impero, guidata dal governatore di Germania superiore ed inferiore, Postumo. Gli Alemanni, che avevano sfondato il limes retico e attraversato il Passo del Brennero, si erano spinti in Italia, dove furono intercettati e battuti dalle armate di Gallieno nei pressi di Milano. Contemporaneamente, lungo il Limes della Germania inferiore, orde di Franchi riuscivano ad impadronirsi della fortezza legionaria di Castra Vetera e assediarono Colonia, risparmiando invece Augusta Treverorum (l'odierna Treviri). Altri si riversarono lungo le coste della Gallia e devastarono alcuni villaggi fino alle foci dei fiumi Senna e Somme.
L'anno successivo (nel 261) una nuova incursione degli Alemanni nella zona della Mosella, fu fermata dalle armate di Postumo. La controffensiva romana fu, infatti, condotta dall'ex-governatore, ora reggente dell'Impero delle Gallie, meritandosi la proclamazione della "Victoria germanica". Per questi successi, egli assunse l'appellativo di "Restitutor Galliarum" ("restauratore delle Gallie"), decidendo inoltre di assoldare tra le file del suo esercito bande di soldati franchi appena sconfitti, per combattere contro i loro stessi "fratelli", come testimonia Aurelio Vittore.
Con la fine del 267 o gli inizi del 268, una nuova ed immensa invasione da parte di una coalizione dei popolazioni germano-sarmatiche, sotto il comando dei Goti, prese corpo dalla foce del fiume Tyras (presso l'omonima città) e diede inizio alla più sorprendente invasione di questo terzo secolo, che sconvolse le coste e l'entroterra di molte province balcanico-asiatiche, come le Mesie, la Tracia e la stessa Acaia, affacciata sul Ponto Eusino e sul mar Egeo. Le orde dei barbari portarono devastazione anche nell'entroterra della provincia di Macedonia, fino a quando Gallieno, in prossimità della foce del fiume Nestus o Nessos, intercettò una delle armate gotiche e ne fece grande strage (primavera del 268). Subito dopo, però, Gallieno fu costretto a tornare in Italia per assediare a Milano l'usurpatore Aureolo, che aveva tentato di usurpargli il trono. Poco dopo Gallieno moriva assassinato dai suoi generali.
| Campagne militari contro le popolazioni germaniche di Gallieno (260-268) | Campagne militari contro le popolazioni germaniche di Gallieno (260-268) | Campagne militari contro le popolazioni germaniche di Gallieno (260-268)                             | Campagne militari contro le popolazioni germaniche di Gallieno (260-268)                                                    | Campagne militari contro le popolazioni germaniche di Gallieno (260-268) | Campagne militari contro le popolazioni germaniche di Gallieno (260-268) | Campagne militari contro le popolazioni germaniche di Gallieno (260-268)        |
| Immagine                                                                 | Valore                                                                   | Dritto                                                                                               | Rovescio | Datazione                                                                | Peso; diametro                                                           | Catalogazione                                                                   |
| ------------------------------------------------------------------------ | ------------------------------------------------------------------------ | --- | --- | ------------------------------------------------------------------------ | ------------------------------------------------------------------------ | ------------------------------------------------------------------------------- |
|                                                                          | antoniniano                                                              | GALLIENVS AVG, testa di Gallieno con corona radiata verso destra, il busto con drappeggio e corazza; | VICT GAL AUG, tre vittorie in piedi di fronte, il viso verso sinistra, ognuna tiene una corona ed una fronda di palma.      | 260/261-262                                                              | 2.92 g, 6 h (Zecca di Roma antica, sesta emissione);                     | RIC, Gallienus, V 294; MIR 36, 368o; RSC 1034.                                  |
|                                                                          | antoniniano                                                              | GALLIENVS AVG, testa di Gallieno con corona radiata verso destra, il busto con drappeggio e corazza; | COS IIII P P, Gallieno in trionfo guida una quadriga verso sinistra, tiene un ramo nella sinistra e le redini nella destra. | 260/261-262                                                              | 3.70 g, 12 h (Zecca di Roma antica, prima officina, sesta emissione);    | RIC, Gallienus, V 150 var. (bust type); MIR 36, 339x; RSC 146 var. (bust type). |
| N.B.: Qui sopra alcuni esempi.                                           |                                                                          | | |                                                                          |                                                                          |                                                                                 |

#### Esercito
Resosi conto dell'impossibilità di proteggere contemporaneamente tutte le province dell'impero con una statica linea di uomini posizionati a ridosso della frontiera, Gallieno sviluppò una pratica che era iniziata verso la fine del II secolo sotto Settimio Severo (con il posizionamento di una legione, la legio II Parthica, a pochi chilometri da Roma), ovvero posizionando una riserva strategica di soldati ben addestrati pronti ad intervenire, dove serviva nel minor tempo possibile (contingenti di cavalleria a Mediolanum, Sirmio, Poetovio e Lychnidos).
In accordo con queste considerazioni, Gallieno attorno agli anni 264-268, o forse poco prima, costituì questa riserva strategica centrale (che sarà alla base della futura riforma dell'esercito di Diocleziano), formata prevalentemente da unità di cavalleria pesante dotate di armatura (i cosiddetti promoti, tra cui spiccavano gli equites Dalmatae, gli equites Mauri et Osroeni), poiché queste percorrevano distanze maggiori in minor tempo della fanteria legionaria o ausiliaria. Ed ogni volta che i barbari sfondavano il limes romano e s'inoltravano nelle province interne, la "riserva strategica" poteva così intervenire con forza dirompente. La base principale scelta da Gallieno per la nuova armata fu posta a Milano, punto strategico equidistante da Roma e dalle vicine frontiere settentrionali della Rezia e del Norico. Si trattava di un'iniziativa resasi necessaria anche a causa della perdita degli Agri decumates tra il Reno ed il Danubio, che aveva portato i vicini Germani a trovarsi più vicini alla penisola italica, centro del potere imperiale.
I generali che comandavano questa forza, quindi, avevano nelle loro mani un potere incredibile e non è un caso che futuri augusti come Claudio II il Gotico o Aureliano ricoprissero questo incarico prima di diventare imperatori.
La predisposizione per la cavalleria riguardava non solo le forze ausiliarie ed i numeri, ma anche le legioni stesse, dove il numero di cavalieri passò da 120 a 750 per legione.
La riforma di Gallieno, inoltre, toglieva ai senatori ogni carica militare; se in passato i comandanti delle legioni (legatus legionis) provenivano dal Senato a parte quelli che comandavano le legioni egiziane, ora provenivano dalla classe equestre (praefectus legionis). Gallieno non fece altro che formalizzare una pratica che già esisteva dall'epoca di Augusto relativamente alle legioni di stanza in Egitto ed ampliata con Settimio Severo, riguardo a quelle di stanza nella nuova provincia di Mesopotamia (come la I e III Parthica) ed in Italia presso il castrum sui colli Albani, a sud di Roma (Legio II Parthica). Ciò potrebbe essere spiegato anche con il fatto che gli stessi senatori erano ormai più interessati a vivere nel lusso delle loro ville in Italia, piuttosto che nelle ristrettezze che la vita militare nelle province richiedeva.
Questo punto della riforma, però, eliminò definitivamente ogni legame tra le legioni e l'Italia, poiché i nuovi comandanti, che erano spesso militari di carriera partiti dai gradi più bassi e arrivati a quelli più alti, erano interessati solo al proprio tornaconto o al massimo agli interessi della provincia d'origine, ma non a Roma. Le legioni vennero celebrate, quindi, in una nuova serie monetale, denominata "antoniniani legionari".
| Gallieno e l'esercito          | Gallieno e l'esercito          | Gallieno e l'esercito                                  | Gallieno e l'esercito | Gallieno e l'esercito | Gallieno e l'esercito                      | Gallieno e l'esercito                                                                                           |
| Immagine                       | Valore                         | Dritto                                                 | Rovescio | Datazione             | Peso; diametro                             | Catalogazione                                                                                                   |
| ------------------------------ | ------------------------------ | ------------------------------------------------------ | --- | --------------------- | ------------------------------------------ | --- |
|                                | antoniniano                    | GALLIENUS AVG, testa radiata di Gallieno verso destra; | COHH PRAET VI P VI F, un leone "radiato'", simbolo dellE coorti pretoriane, che cammina verso destra.                               | 260;                  | 19 mm, 2.46 gr, 5 h (zecca di Mediolanum); | RIC, Gallienus, RIC V 370; MIR 36, 979r; Cunetio 1434; RSC 105.                                                 |
|                                | Antoniniano "serie legionaria" | GALLIENVS AVG, testa radiata e busto con corazza.      | LEG I ITAL VI P(ia) VI F(idelis), un cinghiale (simbolo della legione in piedi verso destra.                                        | 260/261               | 3,73 g (zecca di Mediolanum);              | RIC V 320; MIR 36, 986n; RSC 455.                                                                               |
|                                | Antoniniano "serie legionaria" | GALLIENVS AVG, testa radiata e busto con corazza.      | LEG II ITAL VI P(ia) VI F(idelis), una lupa con due gemelli (simbolo della legione in piedi verso destra).                          | 260/261               | 21mm, 2,68 g (zecca di Mediolanum);        | RIC 329; MIR 36, 993j; Cunetio -; RSC 474a. VF.                                                                 |
|                                | Antoniniano "serie legionaria" | GALLIENVS AVG, testa radiata e busto con corazza.      | LEG III ITAL VI P(ia) VI F(idelis), una cicogna (simbolo della legione in piedi verso destra.                                       | 260/261               | 4,23 g (zecca di Mediolanum);              | RIC V pt. 2, 339; Göbl, MIR 36, 999r; RSC (Cohen) 487.                                                          |
|                                | Antoniniano "serie legionaria" | GALLIENVS AVG, testa radiata e busto con corazza.      | LEG V MAC VI P(ia) VI F(idelis), La Vittoria in piedi verso destra, tiene in mano una palma ; un'aquila ai suoi piedi verso destra. | 261                   | 3,54 g (zecca di Mediolanum);              | RIC V pt. 1, 345; Göbl 1007n; RSC 504.                                                                          |
|                                | Antoniniano "serie legionaria" | GALLIENVS AVG, testa radiata e busto con corazza.      | LEG VII CLA VI P(ia) VI F(idelis), un toro verso destra.                                                                            | 261                   | (zecca di Mediolanum);                     | RIC V pt.2, 348 var. (CL opposto a CLA); Göbl 1006i var. (idem); Cunetio 1465 var. (idem); RSC 512 var. (idem). |
| N.B.: Qui sopra alcuni esempi. |                                |                                                        | |                       |                                            | |

#### Campagne militari contro i Persiani dopo la cattura di Valeriano (260-266)
Dopo la sconfitta e la prigionia dell'imperatore Valeriano nel 260 nella battaglia di Edessa per opera dei Persiani, Gallieno lasciò l'Oriente romano alla mercé di Sapore I, il quale riuscì ad occupare oltre a Tarso ed Antiochia, anche tutta la provincia romana di Mesopotamia e Cesarea in Cappadocia dopo una strenua difesa.
Le successive campagne sasanidi di Odenato, alleato dei Romani, videro nel 264 le armate romane spingersi anche oltre il fiume Tigri, tanto da far attribuire all'imperatore Gallieno, il titolo di Persicus maximus al termine di questa nuova avanzata in territorio nemico. È vero anche che Odenato si spinse fino alla capitale persiana Ctesifonte, per la seconda volta, probabilmente nel corso di questa seconda campagna militare. L'anno successivo (nel 265), la Historia Augusta ricorda che quando Gallieno venne a sapere che
(Historia Augusta - Due Gallieni, 12.1.)
Grazie a queste campagne vittoriose, l'autorità imperiale in Oriente venne ripristinata, lo stesso imperatore Gallieno poté celebrare un trionfo, grazie al suo "rector Orientis", Odenato, il quale condivise le sue vittorie con il figlio maggiore Hairan (Erode) e si meritò il titolo onorifico di re dei re, in contrapposizione con quello del re sasanide, Sapore I.
| Campagne militari ad Oriente   | Campagne militari ad Oriente | Campagne militari ad Oriente                                                                         | Campagne militari ad Oriente                                                                                                   | Campagne militari ad Oriente | Campagne militari ad Oriente        | Campagne militari ad Oriente                                             |
| Immagine                       | Valore                       | Dritto                                                                                               | Rovescio | Datazione | Peso; diametro                      | Catalogazione                                                            |
| ------------------------------ | ---------------------------- | --- | --- | --- | ----------------------------------- | ------------------------------------------------------------------------ |
|                                | antoniniano                  | GALLIENVS AVG, testa di Gallieno con corona radiata verso destra, il busto con drappeggio e corazza; | PAX FVNDATA, un trofeo di armi con due prigionieri sasanidi ai suoi piedi; una palma in esergo.                                | 264/265 per celebrare le armate romano-palmirene di Odenato che erano riuscite a raggiungere la capitale dei Sasanidi Ctesifonte | 3.51 gr (zecca di Antiochia);       | RIC, Gallienus, V pt. 1, 164; RSC 73; Göbl 738b.                         |
|                                | aureo                        | GALLIENVS PF AVG, testa di Gallieno laureata verso sinistra;                                         | VBIQVE PAX (pace ovunque), la Vittoria su una biga verso destra, tiene le redini nella mano sinistra, una frusta nella destra. | 264/267 per celebrare il trionfo romano al termine delle campagne sasanidi di Odenato?;                                          | 5,80 circa (zecca di Roma antica)?; | RIC, Gallienus, 72; Cohen 1018; cfr. moneta similare Cohen 1015, RIC 74. |
| N.B.: Qui sopra alcuni esempi. |                              | | | |                                     |                                                                          |

#### Famiglia imperiale
| Famiglia imperiale             | Famiglia imperiale | Famiglia imperiale                               | Famiglia imperiale | Famiglia imperiale | Famiglia imperiale                                        | Famiglia imperiale               |
| Immagine                       | Valore             | Dritto                                           | Rovescio | Datazione          | Peso; diametro                                            | Catalogazione                    |
| ------------------------------ | ------------------ | ------------------------------------------------ | --- | ------------------ | --------------------------------------------------------- | -------------------------------- |
|                                | Antoniniano        | Salonina AVG, busto con drappeggio verso destra. | AVG IN PACE, Salonina (moglie di Gallieno) seduta verso sinistra sul trono, con in mano un ramo d'ulivo ed uno scettro; SM. | 267/268            | 20mm, 3,44 g, 5h (2° officina della zecca di Mediolanum); | RIC V 58; MIR 36, 1375e; RSC 17. |
| N.B.: Qui sopra alcuni esempi. |                    |                                                  | |                    |                                                           |                                  |

#### Usurpatori e secessioni

L'Impero romano degli imperatori “legittimi” al centro, con l'Impero delle Gallie ad Occidente, il Regno di Palmira a Oriente, all'apice del periodo dell'Anarchia militare (260-274).

La morte di Valeriano ebbe pertanto come effetto principale quello di far sì che i nemici di Gallieno ne approfittassero, sia per minacciare i confini imperiali e le sue province (non potendo Gallieno, da solo, difendere tutti i territori romani), sia sostenendo numerose usurpazioni locali che garantissero la presenza imperiale in loco (come ad esempio Pisone, Valente, o Mussio Emiliano, oltre ai più famosi Ingenuo, Regaliano ed Aureolo). E così a partire dal 260 (fino al 274 circa), l'Impero romano subì la secessione di due vaste aree territoriali, che però ne permisero anche la sua sopravvivenza:
- ad ovest, gli usurpatori dell'Impero delle Gallie (comprendente Britannia, Gallie e Hispania) come Postumo (260-268[37]), Leliano (268),[58] Marco Aurelio Mario (268-269),[91] Vittorino (269-271), Domiziano II (271) e Tetrico (271-274). Postumo era riuscito, infatti, a costituire un impero in Occidente, centrato sulle provincie della Germania inferiore e della Gallia Belgica e al quale si unirono poco dopo tutte le altre province galliche, della britanniche, ispaniche e, per un breve periodo, anche quella di Rezia.[92]
- ad est, fu invece il Regno di Palmira a subentrare a Roma nel governo delle province orientali dell'Asia minore, di Siria ed Egitto, difendendole dagli attacchi dei Sasanidi, prima con Odenato (260-267), nominato da Gallieno "Corrector Orientis",[93] e poi con la sua vedova secessionista, Zenobia (267-271).[38]

Scrive Eutropio:
(Eutropio, Breviarium ab urbe condita, 9, 11.)
Ed oltre alle secessioni qui sopra evidenziate, Gallieno dovette far fronte ad una serie continua di usurpazioni, per lo più tra i comandanti delle provincie militari orientali (Macriano Maggiore, Macriano Minore, Quieto e Ballista) e danubiane (periodo denominato dei "trenta tiranni"). Egli, costretto a combattere su più fronti contemporaneamente per difendere la legittimità del suo trono, impiegò buona parte delle armate preposte a difesa dei confini imperiali per contrastare molti di questi generali che si erano proclamati imperatori. Il risultato fu di lasciar sguarniti ampi settori strategici del limes, provocando così negli anni 261 e 262 una nuova invasione da parte dei Sarmati in Pannonia. E fu solo in seguito ad un intervento dello stesso Gallieno, che gli invasori furono respinti.
| Usurpatori e Impero delle Gallie (260-274) | Usurpatori e Impero delle Gallie (260-274) | Usurpatori e Impero delle Gallie (260-274)                                                                 | Usurpatori e Impero delle Gallie (260-274) | Usurpatori e Impero delle Gallie (260-274) | Usurpatori e Impero delle Gallie (260-274)                              | Usurpatori e Impero delle Gallie (260-274)                                    |
| Immagine                                   | Valore                                     | Dritto | Rovescio | Datazione                                  | Peso; diametro                                                          | Catalogazione                                                                 |
| ------------------------------------------ | ------------------------------------------ | --- | --- | ------------------------------------------ | ----------------------------------------------------------------------- | ----------------------------------------------------------------------------- |
|                                            | Antoniniano                                | SVLP [DRYANTILLA] AVG (moglie di Regaliano), busto con diadema e drappeggio verso destra;                  | [IVN]ONI RED[INE], Giunone in piedi verso sinistra, tiene una patera ed uno scettro.                                                                                  | 260                                        | 3.36 gr (zecca di Carnuntum);                                           | RIC V pt. 2, 2; Göbl C11, pl. 4, 11; Cohen 1.                                 |
|                                            | Antoniniano                                | IMP C POSTVMVS PF AVG, testa radiata di Postumo, busto con drappeggio e corazza verso destra;              | SALVS PROVINCIARVM ("salvezza delle province [renane]"), personificazione del fiume Reno, sdraiato lungo il lato sinistro, tiene nella destra una prora di nave (?).  | 260                                        | 2.65 gr (zecca di Augusta Treverorum);                                  | RIC V 87; AGK 88c; RSC 355b.                                                  |
|                                            | Antoniniano                                | IMP C FVL MACRIANVS PF AVG, testa radiata di Macriano Minore, busto con drappeggio e corazza verso destra; | ROMAE AETERNAE, Roma seduta verso sinistra su uno scudo, tiene la Vittoria ed una lancia.                                                                             | 260/261                                    | 3.59 gr (zecca di Antiochia?);                                          | RIC V pt. 2, 11; Göbl 1738k.                                                  |
|                                            | Antoniniano                                | IMP C FVL QVIETVS PF AVG, testa radiata di Quieto, busto con drappeggio e corazza verso destra;            | ROMAE AETERNAE, Roma seduta verso sinistra su uno scudo, tiene la Vittoria ed una lancia.                                                                             | 260/261                                    | 4.05 gr (zecca di Antiochia?);                                          | RIC V pt. 2, 9; RSC 11b.                                                      |
|                                            | Antoniniano                                | IMP POSTVMVS AVG, testa radiata e busto con drappeggio e corazza dell'imperatore delle Gallie.             | VIRTUS EQUIT, la Virtù che avanza verso destra, tiene una lancia ed uno scudo; sotto si legge: T.                                                                     | 268                                        | 20mm, 3.39 g, 12h (3° officina della zecca di Mediolanum; 3° emissione) | RIC 388; Mairat 224-5; AGK 111b; RSC 441.                                     |
|                                            | Antoniniano                                | Testa radiata e busto con drappeggio e corazza dell'imperatore delle Gallie, Postumo.                      | Ercole in piedi rivolto verso destra, tiene una pelle di leone ed una mazza appoggiata ad un masso nella mano sinistra, con l'altra mano appoggiata sull'anca destra. | 268                                        | 18mm, 2.20 g, 11h (2° officina della zecca di Mediolanum; 5° emissione) | RIC V 389; Mairat -; AGK 113; RSC 443.                                        |
|                                            | Aureo                                      | IMP C LAELIANVS PF AVG, testa laureata di Leliano, busto con drappeggio e corazza verso destra;            | TEMPORVM FELICITAS, una figura femminile (Hispania) coricata verso sinistra, tiene un ramo nella mano destra ed il braccio sinistro appoggiato su lepre.              | 268                                        | 6.12 gr (zecca di Mogontiacum?);                                        | RIC V pt. 2, 1; Schulte 2 (Av1/Rv2); Gilljam pg. 38, 5-7; Elmer 623; Cohen 2. |
| N.B.: Qui sopra alcuni esempi.             |                                            | | |                                            |                                                                         |                                                                               |